# Boarmia indirecta
Boarmia indirecta là một loài bướm đêm trong họ Geometridae.